# Keppbach
Der Keppbach ist ein Nebenfluss der Elbe im Osten von Dresden.

## Verlauf
Er entspringt im Schönfelder Hochland im Norden der Ortschaft Cunnersdorf und fließt in südwestlicher Richtung zur Elbe. Bedeutendster Zufluss ist der Schönfelder Bach. Beim Verlassen des Schönfelder Hochlandes vertieft sich der Bach etwa ab Eichbusch (Gemarkung Helfenberg) in das Gestein, um dann knapp 100 Meter tiefer durch die Elbtalweitung nach knapp fünf Kilometern Fließstrecke nahe der Kirche „Maria am Wasser“ orografisch rechts in die Elbe zu münden.

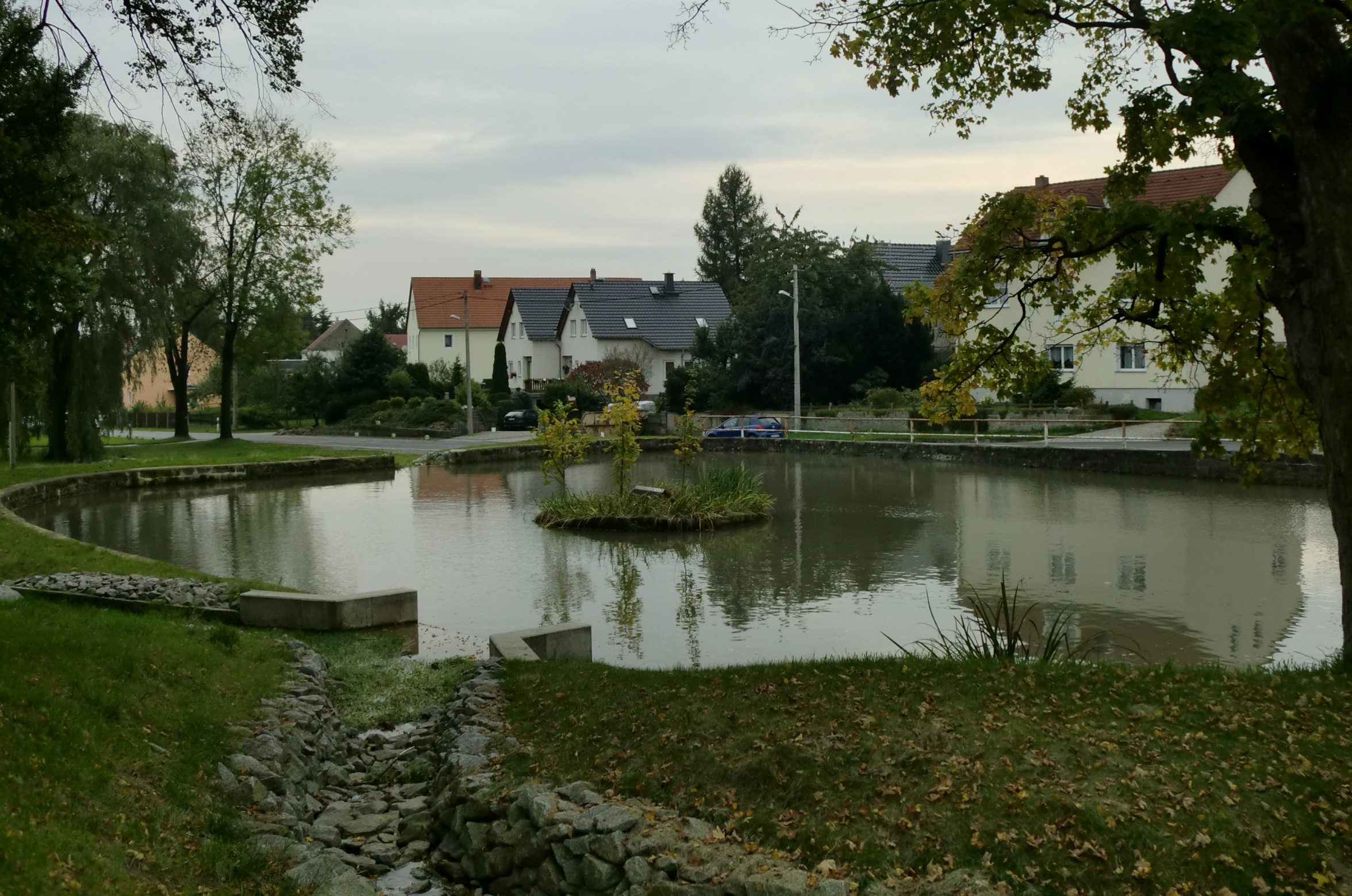
Teich über der Quelle
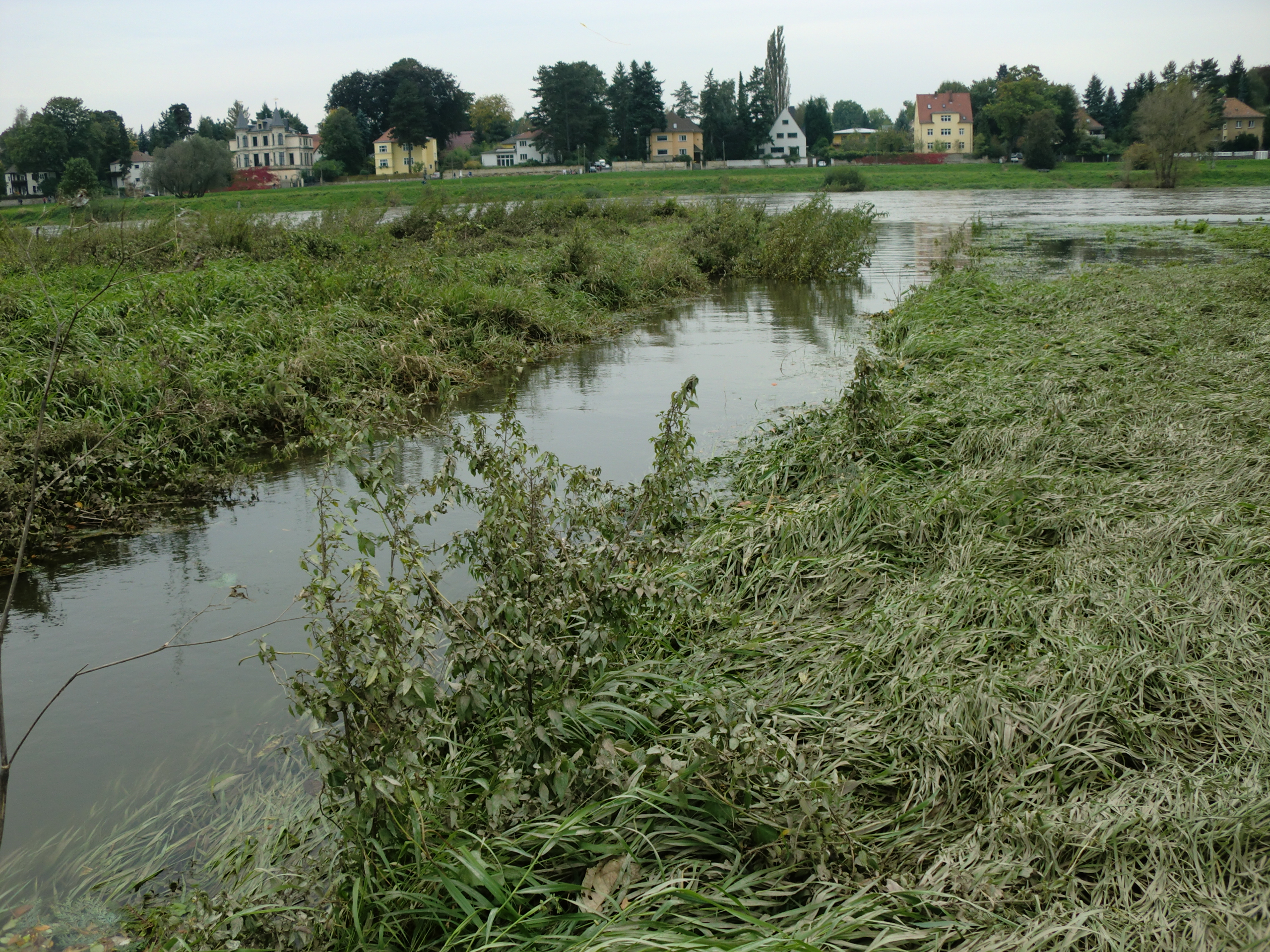
Mündung in die Elbe

## Naturschutz
Der vom Keppbach durchflossene Keppgrund ist ein Teil des Landschaftsschutzgebietes „Elbhänge Dresden–Pirna“. Das Hochwasser im August 2002 hat in diesem Tal einen Schaden von 3,18 Millionen Euro verursacht.

## Mühlen
Im Jahr 1721 bestanden am Keppbach vier Mühlen. Drei von ihnen hatten je einen Mahlgang. Heute ist nur noch die Keppmühle erhalten.

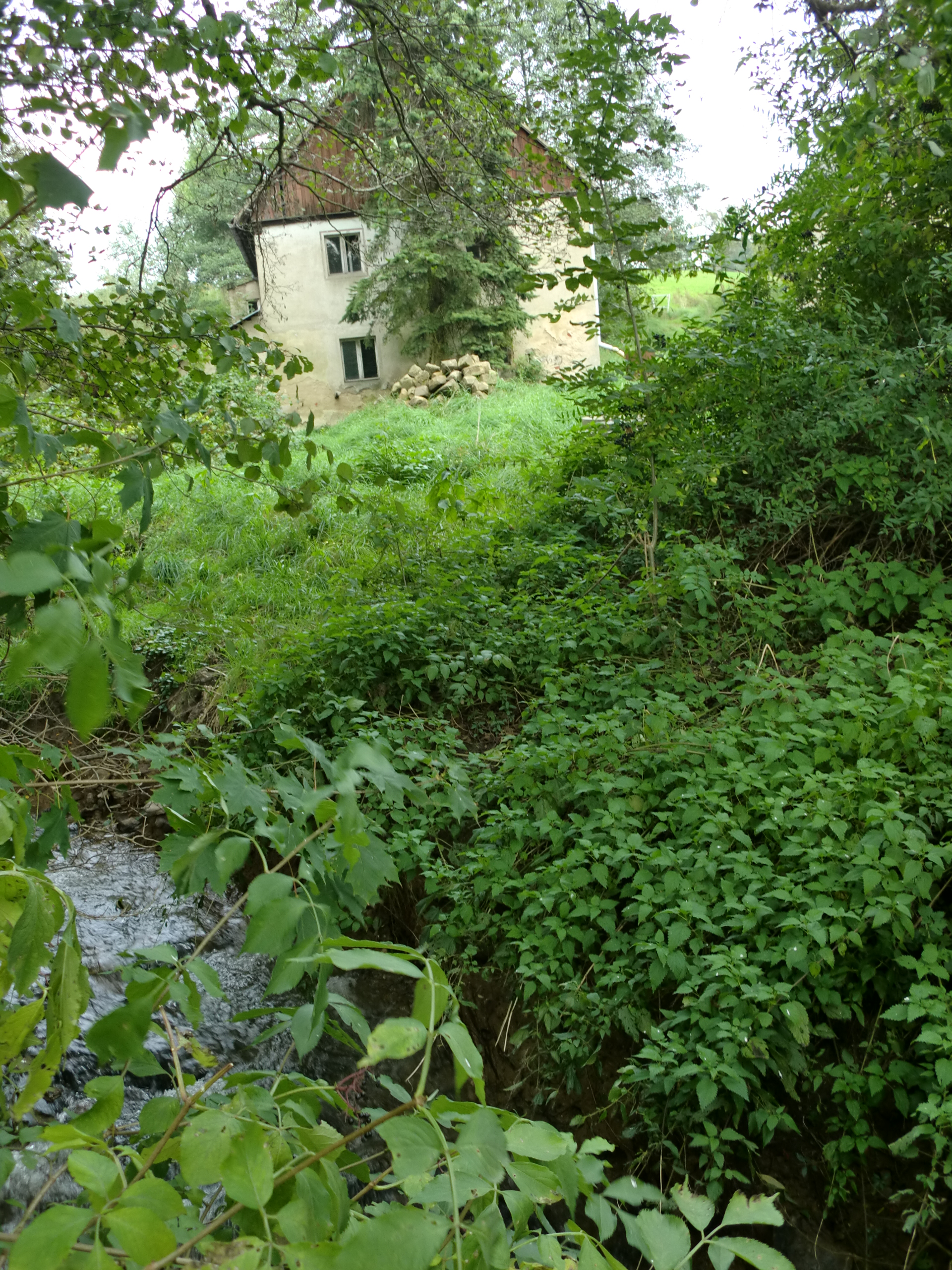
Verlassene Karsch-Mühle am Keppbach
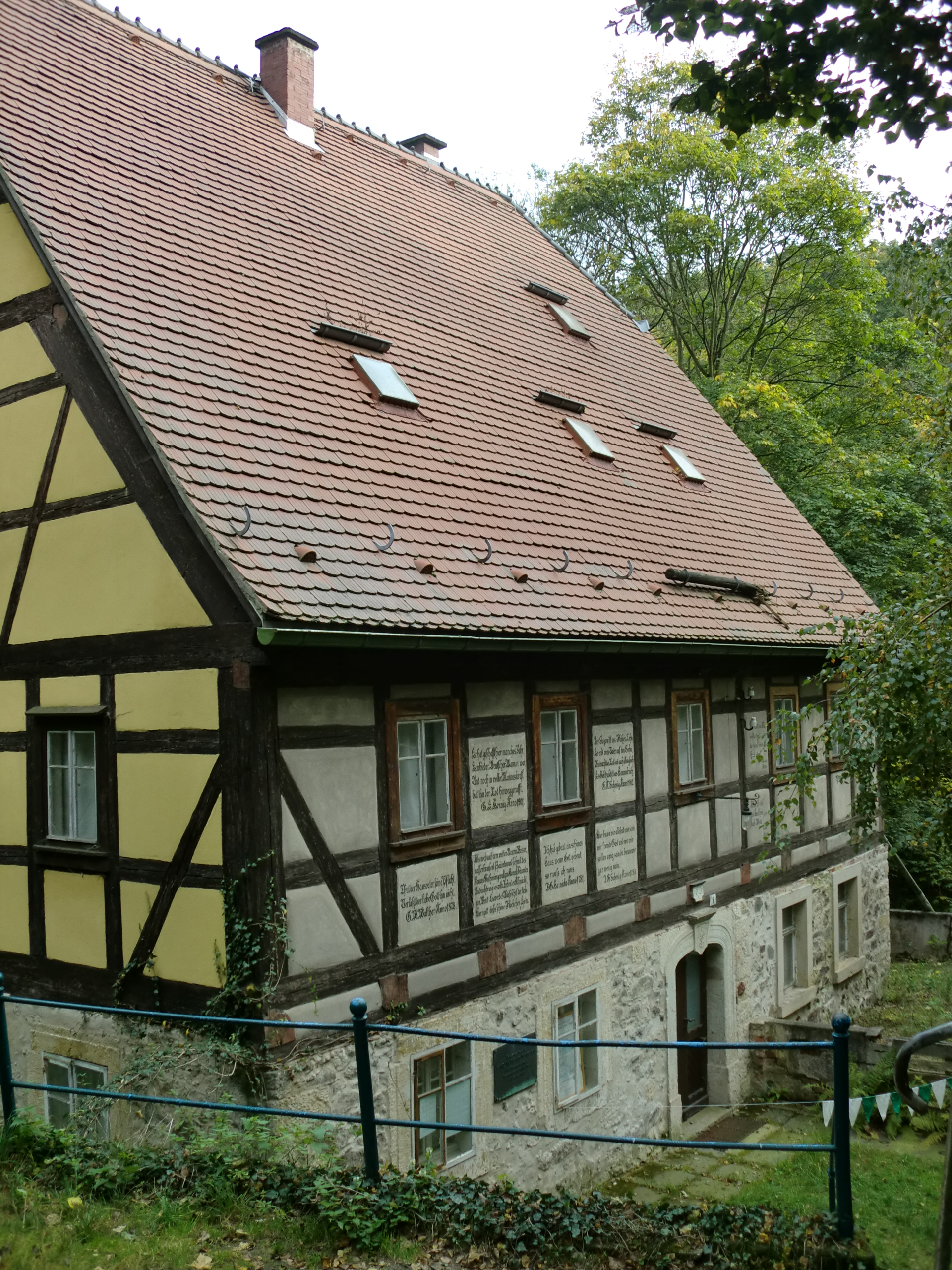
Keppmühle